# L’injustice
"L`injustice"- pierwszy singiel z trzeciej francuskojęzycznej płyty Garou, wydanej w 2006 roku. Piosenkę napisał i skomponował francuski artysta Pascal Obispo. Piosenkę "L`injustice" artysta zadedykował Patrickowi Dilsowi. Teledysk do piosenki został nakręcony w Montrealu i został połączony z teledyskiem "Je suis le meme".

## Certyfikaty i sprzedaż
| Kraj       | Certyfikat | Sprzedaż | Najwyższa pozycja |
| ---------- | ---------- | -------- | ----------------- |
| Kanada     | -          | -        | -                 |
| Francja    |            |          | 11                |
| Belgia     |            |          | 17                |
| Szwajcaria |            |          | 44                |